# Baie de Tanger

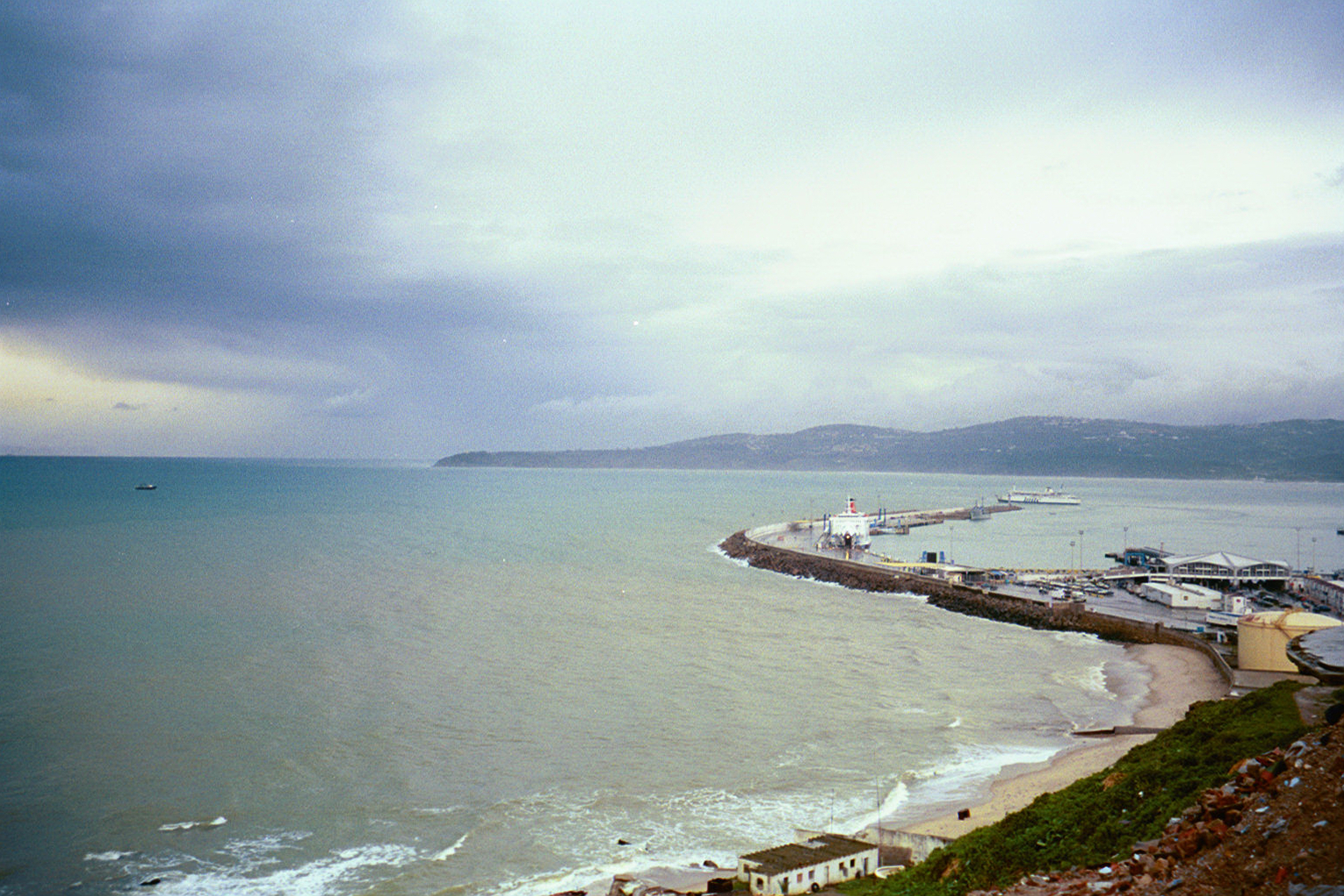
La baie de Tanger depuis son extrémité occidentale

La baie de Tanger (arabe : خليج طنجة, Khalidż Tandża) est une baie située près de Tanger dans le nord du Maroc, près du détroit de Gibraltar. Le cap Spartel et le cap Malabata définissent généralement sa limite.
L'avenue d'Espagne longe la baie et est célèbre pour ses hôtels.

## Le cadre géographique et géomorphologique
La région est caractérise par d’importantes variabilités topographiques  (altitudes élevés pour les montagnes du rif et basses au niveau des plaines côtières..), climatiques (montagnes très arrosée   et plaines orientales semi arides) et géologiques (nappes karstiques très importantes, zones étendues sans aquifères, plaines et vallées réduites).
La province de Tanger est située au Nord-ouest du pays elle est délimitée par la mer Méditerranée et par le détroit de Gibraltar au Nord, au sud il y a la province de Larache, a l'Est celle de Tétouan et a l’Ouest elle est bordée par l’océan atlantique, la superficie de la province de Tanger est de 1 195 km2 (dont 332 km2 pour la préfecture d’El Fahs-béni makada crée en avril 1997).

## Le cadre climatique
La région  de Tanger présente un climat subhumide grâce à ses deux façades maritimes : doux et humides. La région connait une pluviométrie moyenne de 800 mm/an.
Les températures restent clémentes en hiver, douces en été. Elles atteignent rarement 0 °C au mois de janvier et les maxima les plus fréquents de ce mois oscillent entre 14 °C et 18 °C. En été, l’atmosphère  se réchauffe sensiblement, les températures maxima les plus fréquentes en juillet varient de 16 °C à 26 °C. Des pics de 32 °C à 38 °C ont pu être enregistres quelques jours par an, mais leur fréquence demeure exceptionnellement.
Tanger est souvent envahie par des vents :
Les vents d’Est et Nord-est  (chergui) très forts avec une vitesse moyenne de 30 km/h. qui règnent principalement au printemps été.
Les vents d’Ouest et Nord-ouest (Gharbi)  qui dominent en automne et en hiver ils sont d’origine atlantique et sont les sources de précipitation.
La salinité est le caractère essentiel de l'eau de mer.
En hiver: la variation de la salinité est régulière en fonction de la profondeur. D’après les données de l'IFREMER, la salinité varie entre 36,4 g/l en surface libre et 38 g/l à -60 m de profondeur. (Annexe).
En été : la salinité est fonction de la profondeur et est plus homogène en cette saison.
D'après les données de LPEE, la salinité suit une évolution quasi linéaire qui passe de
36,5 g/l en surface à 37,4 g/l à -60 m de profondeur.

## Le cadre hydrodynamique marin
La marée est de type semi-diurne; le marnage des vives-eaux est de 1,8 m et celui des mortes eaux de 0,8 m. Le niveau moyen de la mer est de +1,4 m. Dans la baie, les courants mesurés à l’aide de dériveurs (LCHF, 1972a) sont de 0,3 à 0,5 m/s en vives-eaux entre le port et le Cap Malabata. Le flot porte à l’Est alors que le jusant porte à l’ouest. Par vent violents de secteur ouest,  la hausse de niveau de la mer peut atteindre 0.2 à 0,45 m. Il est donc possible d’atteindre des niveaux de l’ordre 3 m à la faveur de la conjugaison entre une marée de vives eaux exceptionnelle est un vent violents de secteur ouest.
Alors  l’hydrodynamique de  la baie de Tanger assure la dispersion et la dilution des effluents rejetés à plus de 2 km au large du détroit par un émissaire sans compromettre la qualité des eaux littorales et du milieu.

## Bassin versant de la Baie de Tanger
La Baie de Tanger accueille un réseau hydrographique assez dense sous forme d’oueds à faible débit qui traversent la ville de Tanger du sud au nord. Généralement ces cours d’eau sont caractérisés par leur petit bassin versant de forme trapue et leur développement linéaire très court, et surtout par leur débit moyen interannuel faible (23,5 l/s) (R.A.I.D. 1994). La non-pérennité de leur débit est remarquable surtout dans leur cours amont, alors qu’en aval ils sont presque pérennes en raison du drainage des eaux usées de la ville. En outre, ces oueds peuvent avoir un apport considérable en eau durant les saisons pluvieuses (hiver-printemps) ou lors des périodes d’averses causant de fortes crues (L.C.H.F. 1971), souvent capables d’inonder les quartiers dans les zones basses (vallées) de la ville, à cause de l’imperméabilité du sol et des fortes pentes des collines environnantes.

Localisation de la baie de Tanger

## baie en peinture
La baie de Tanger a servi d'inspiration à de nombreux peintres, tous séduits par cet emplacement paradisiaque pour admirer la ville. Ernest Louis Lessieux, Bruno Richter, Henri Matisse et Eugène Delacroix pour ne citer qu'eux l'ont immortalisée sur la toile.

## Les travaux (2015-2016)
La baie de Tanger est actuellement en pleine période de travaux.
Sur les 28 établissements balnéaires présents jusqu’en octobre 2015, 25 ont été rasés, concrétisant le projet d'une nouvelle Marina plus moderne et comprenant une gamme de services plus diversifiée.
La société de gestion du port de Tanger a lancé la commercialisation de nouveaux espaces qui inclura des parkings, centres commerciaux, lieu de vie nocturne ainsi que d'autres projets comme un bateau-hôtel et des croisières en mer ; tout en relocalisant, à 3 emplacements différents, les établissements balnéaires détruits par le chantier. 
L'autre apport des travaux pour Tanger consiste en la dépollution de la baie, qui était le point de chute des égouts de la ville. Pour ce faire une station de pré-traitement des eaux est en construction. Veolia Environnement prenant en charge l'acheminement des eaux usées à distance des côtes et des plages.
Les travaux devraient prendre fin en juillet 2016 et devraient attirer près de 750 000 touristes en 2020.